# Imagine...
Pour les articles homonymes, voir Imagine.
 (avil 2022).
Imagine... est un magazine québécois de science-fiction et fantastique publié bimestriellement à Trois-Rivières au Québec (Canada) pendant les années 1980 et 1990.

## Description du contenu
Le contenu d'Imagine... est très diversifié et très riche. On y retrouve des nouvelles de fiction inédites illustrées par des dessinateurs ou des photographes, des portfolios d'illustrateurs, des bandes dessinées inédites, des entrevues et des reportages en lien avec la science-fiction et le fantastique, au Québec et ailleurs.
Le magazine publie aussi des critiques, des chroniques, des essais, des articles sur les littératures de l'imaginaire, des retranscriptions de débats et de tables-rondes, et des comptes rendus de congrès comme le congrès Boréal.
Les collaborateurs sont majoritairement d'origine canadienne et sont francophones.
Parmi ses numéros réguliers, plusieurs numéros spéciaux ou thématiques sont publiés :
- Numéro 10 : Le Nord ;
- Numéro 11 : BD et illustration ;
- Numéro 13 : SF française ;
- Numéro 14 : Uchronie ;
- Numéro 15 : Images de la science-fiction québécoise ;
- Numéro 16 : Textes brefs ;
- Numéro 17 : SF & érotisme ;
- Numéro 18 : SF & érotisme ;
- Numéro 21 : Imagitextes ;
- Numéro 22 : Science-fiction et fantastique au Québec (actes du congrès Boréal 83) ;
- Numéro 25 : L'Héritage d'Orwell en 1984 (actes du colloque tenu à l'UQÀM le 13 mars 1984) ;
- Numéro 27 : Pastiches ;
- Numéro 28 : La BD a-t-elle atteint sa maturité ? (actes du colloque tenu à l'UQÀM le 14 mars 1985) ;
- Numéro 30 : SF francophone ;
- Numéro 31 : Utopie et dystopie ;
- Numéro 32 : Nouvelles radiophoniques ;
- Numéros 33-34 : Histoires en images ;
- Numéro 39 : SF jeunesse ;
- Numéro 44 : Serge Brussolo ;
- Numéro 46 : Sciences et technologies ;
- Numéro 48 : 7e Continent 1989 ;
- Numéro 50 : Enfantasmes ;
- Numéro 54 : La SF en Belgique ;
- Numéro 59 : Bonsaï ;
- Numéro 63 : La SF en Suisse ;
- Numéro 67 : Moyen Âge ;
- Numéro Hors-série : Décollages ;
- Numéro 71 : Théâtre ;
- Numéro 74 : Imaginoir... Spécial Polar ;
- Numéro 78 : Jean Rollin.

## Historique
Le magazine Imagine... est publié bimestriellement au Québec de l'automne 1979 au printemps 1997.
L'annonce de son lancement a été faite lors du tout premier congrès Boréal à Chicoutimi en 1979. Imagine... porte alors comme sous-titre « la revue de science-fiction québécoise » et se distingue de ses concurrents par son format livre.
La rédaction du magazine crée le concours « Septième Continent » en 1985 dans le but de stimuler la création littéraire dans ses pages.
Le fonds d'archives de la revue Imagine est conservé au centre d'archives de Montréal de Bibliothèque et Archives nationales du Québec. 

## Influences
Dans les premières années, Imagine... semble avoir été fortement influencée par les expérimentations littéraires de la revue française Univers (publiée par la maison d'édition J'ai lu). La revue a ensuite évolué vers des textes plus marqués par le « sense of wonder » cher à la SF classique, tout en restant attachée à la diversité d'inspiration de ses auteurs, et en favorisant l'émergence d'une SF québécoise attachée à l'aventure et à l'exploration de nouveaux territoires.

## Fiche technique
- Éditeur : Les Publications Les Imaginoïdes (Trois-Rivières) ;
- Format : 13,4 x 20,3 cm ;
- Nombre de pages : environ 150 (variable) ;
- Type de papier : couverture en carton souple glacé, intérieur mat ;
- Impression : couverture couleurs, intérieur noir et blanc ;
- Périodicité : bimestriel ;
- Numéro 1 : printemps 1979 ;
- Numéro 81 : printemps 1997 (dernier numéro).

## Collaborateurs

### Illustrateurs
| - Marius Allen ; - Marc Auger ; - Jean-Guy Aumont ; - Azote (pseudonyme) ; - Robert W. Babin ; - Stéphane Ballard ; - Daniel Beaudet ; - Rose Beef (Denis Lord) ; - Jean-François Bégin ; - Sv Bell ; - Stéphane Bellefeuille ; - Christian Bénard ; - Jean-Marie Benoît ; - Alan Blackwell ; - Blonk (Jean-Claude Aumais) ; - Mano Blot ; - Bruno Bordier ; - Benoît Breton ; - Philippe Brochard ; - Hélène Brosseau ; - Jean-Claude Boudreault ; - Yvon Bussière ; - Robert Cadot ; - Réal Campeau ; - Marjorie Caron ; - S. Caron ; - Alain Caya ; - Joël Champetier ; - Christiane Cheyney ; - Denis Chiasson ; - Daniel Corbeil ; - André Côté ; - Richard Coulombe ; - Mario Courchesne ; - Jacques Cournoyer ; - Pierre Dagesse ; - Gérard Dansereau ; - Danièle De Blois ; - Réjean Dion ; | - Raymond Dupuis ; - Simon Dupuis ; - François Escalmel ; - Épaule (pseudonyme) ; - Michel Gagné ; - André Gagnon ; - Thierry Gayrard ; - Hans Ruedi Giger ; - Joël Gingras ; - Mario Giguère ; - Réal Godbout ; - Bruno Goidts ; - Gilbert Gosselin ; - Jean-François Guay ; - Patrick Henley ; - John Howe ; - Vincent Hufty ; - Viviane Katz ; - Michel Labelle ; - Philippe Labelle ; - Jean-Luc Lacroix ; - Pierre Djada Lacroix ; - Louis Lafontaine ; - Jacques Lamontagne ; - Alain Langlois ; - Jac Lapointe ; - Benoît Laverdière ; - François Le Guern ; - Patrick Lehance ; - Julie Ménard ; - Caroline Merola ; - Luc Mondoux ; - Cédric Montag ; - Mario Mordérie ; - Danièle Moreau ; - Olivier Morissette ; - Morno (Richard Morneau) ; - Mario Mourant ; - Jean-Pierre Normand ; | - Marc Pageau ; - Richard Parent ; - Pierre Pastriot ; - Christiane Patenaude ; - Jean Pelchat ; - Danielle Péret ; - François Perras ; - Michèle Perrault ; - Paul Perreault ; - Bella Phullon ; - Normand Picarol ; - Marc Pichette ; - Pino (pseudonyme) ; - Michel Poirier ; - Jules Prud'homme ; - Marc Richard ; - Pascal Richeux ; - Diane Roberge ; - Esther Rochon ; - Jean-Denis Rouette ; - François Rouiller ; - Gilles Rousseau ; - Vincent Rousseau ; - Paul Roux ; - Catherine Saouter Caya ; - Christian Sarrazin ; - Saul (pseudonyme) ; - Clodomir Sauvé ; - Yves Simard ; - Siris (Pierre Sirois) ; - Alain Swyncop ; - Éric Théoret ; - Pol Turgeon ; - Berni Wrightson ; - Zak (Jean Zakarauskas). |

### Écrivains
| - Alexandre Amprimoz ; - Jean-Pierre April ; - Claude d'Astous ; - Michèle Baillargeon ; - Jacques Barbéri ; - François Barcelo ; - Monique Battestini ; - Natasha Beaulieu ; - Jean-Paul Beaumier ; - Pierre Bec ; - Marcel Becker ; - Elettra Bedon ; - Michel Bélil ; - Martin Bellefeuille ; - André Ber ; - Yves Ber ; - Sylvie Bérard ; - Alain Bergeron ; - Bertrand Bergeron ; - Evelyne Bernard ; - André Berthiaume ; - Louis Bilodeau ; - Yves Bizier ; - Esther Blackburn (Esther Rochon) ; - Jacques Boireau ; - Mario Boivin ; - Claude Bolduc ; - Bruno Bordier ; - Guy Bouchard ; - Faustin Bouchard ; - Lise Bourassa ; - Roland Bourneuf ; - Benoît Breton ; - Pierre-Jean Brouillaud ; - Lise Brouillette ; - Manon Brunet ; - Alain le Bussy ; - Adrien Cailyan ; - Richard Canal ; - Amanda Carpentier ; - André Carpentier ; - Laurène Castelli ; - Louis Champagne ; (pseudonyme collectif) - Joël Champetier ; - Pierre Chatillon ; - Mario Cholette ; - Georges-Henri Cloutier ; - Pierre Corbeil ; - Denis Côté ; - Harold Côté ; - Alain Dartevelle ; - Michel De Celles ; - Éric Delagrave ; - Chantal Delessert ; - Thierry Deluc ; - Michael Delisle ; - Marie-Claude De Sève ; - Roger Des Roches ; - Jean Désy ; - Wenceslas-Eugène Dick ; | - Gilles Dignard ; - Jean Dion ; - Robert Dion ; - Thierry Di Rollo ; - Nicolas C. Doegun ; - Gérard Dôle ; - Louis-Joseph Doucet ; - Claude Dumont ; - Jean-Claude Dunyach ; - Frédérick Durand ; - Geoffrey Edwards ; - Colette Fayard ; - Danielle Fernandez ; - Jean Ferguson ; - Evelyne Foëx ; - Gaby Fourrier ; - Pascal Fréchette ; - Victor Frigerio ; - Pascal Françaix ; - Yves Frémion ; - Claude Gaudreau ; - Martin Gélinas ; - Gérard Gouesbet ; - Guy Grudzien ; - Jean-Pierre Guillet ; - Agnès Guitard ; - Sion Hamou ; - Louis-Philippe Hébert ; - Raymond Iss ; - Parviz Jorguèz (Parviz Georges Aminian) ; - Emmanuel Jouanne ; - Marianne Kugler ; - Frédéric Kurzawa ; - Jérôme Labbé ; - Luc Labbé ; - Sylvain Lafontaine ; - Sylvie Lainé ; - Hélène Laliberté ; - Michel Lamart ; - Michel Lamontagne ; - Pascal Lapointe ; - Bruno Lecigne ; - Huguette Légaré ; - Marie-Claire Lemaire ; - Sylvain Lemieux ; - Marc Le Navéausse (Jean-Marc Gouanvic) ; - Gilles Lepage ; - Hélène Leroux ; - Michel Leroux ; - Sonia Lessard ; - Denis Lord ; - Andrée Lotey ; - Jean Marcel ; - Daniel Marchildon ; - Denis Marcotte ; - Pierre Marlson ; - Michel Martin (Jean Dion et Guy Sirois) ; - Laurent McAllister (Yves Meynard et Jean-Louis Trudel) ; - Romeu de Melo ; | - Yves Meynard ; - Pascal Millet ; - Christiane Monarque ; - Hugues Morin ; - Mercédès Nowak ; - Jean O'Neil ; - Georges Panchard ; - Micky Papoz ; - Jean Pelchat ; - Thierry Pelé ; - Gilles Pellerin ; - Francine Pelletier ; - Robert Petit ; - Wildy Petoud ; - Jean Pettigrew ; - Annick Perrot-Bishop ; - Jean-Pierre Planque ; - Claude-Michel Prévost ; - Marc Provencher ; - Patrick Raveau ; - Jean-Jacques Régnier ; - Alix Renaud ; - Esther Rochon ; - Jean Rollin ; - François Rouiller ; - Philippe Roy ; - Michel Ruf ; - Hermann Rul ; - Clodomir Sauvé ; - Marie-Élaine Savard ; - Gilles Serdan (Bernard Andrès) ; - Daniel Sernine (Alain Lortie) ; - Marc Sévigny ; - Jean-François Somcynsky ; - Pierre Sormany ; - Laurine Spehner ; - Jeanne Terracini ; - Marie José Thériault ; - Michel Toulouse ; - Danielle Tremblay ; - Francine Tremblay ; - Judith Tremblay ; - André Trognée ; - Jean-Louis Trudel ; - Denis Vaillancourt ; - Marc Vaillancourt ; - André Vanasse ; - Florent Veilleux ; - Jean-Pierre Vernay ; - Sabine Verreault (Élisabeth Vonarburg) ; - Thierry Vincent ; - Antoine Volodine (pseudonyme) ; - Élisabeth Vonarburg ; - Roland Wagner ; - Dominique Warfa ; - Paul Zumthor. |